# Dani Alves
Daniel Alves da Silva, ismertebb nevén Dani Alves (Juazeiro, 1983. május 6. –) olimpiai bajnok brazil válogatott labdarúgó,

## Pályafutása

### Bahia
Daniel Alves da Silva 1983-ban született Juazeiro városában, Brazíliában és a helyi labdarúgóklubban kezdte meg pályafutását és itt ismerkedett meg a foci alapjaival.
1998-ban az Esportivo Clube Bahia figyelt fel rá, és 2001-ben szerződtette is a tizenhét éves focistát, tízmillió reist fizetve ki érte a Juazeiro SC-nek. A 2001–2002-es szezonban 25-ször lépett pályára, és 2 gólt rúgott.

### Sevilla

Alves a Sevilla játékosaként 2007-ben.

Alvés 2002-ben Európába, Spanyolországba költözött, még csak kölcsönbe jött a Sevillához, ám utána végleg megvásárolták. 2002–2003-ban inkább jobb szélsőként szerepeltette, mint sem védőként, ám a következő szezonban már jobb bekként játszott. Remekül játszott, 11 meccs alatt mindössze egyszer maradt ki, többi alkalommal kezdő volt. Első gólját a Sevilla színeiben a Real Madrid ellen szerezte.
Alvés abban az időben nagyon kapós volt az átigazolási piacon, sokáig úgy volt, hogy a Chelsea játékosa lesz, ám azon a nyáron nem sikerült nyélbe ütni az üzletet, s még egy évig maradt az andalúz gárdánál. 2007–2008-as szezon második felében szinte biztossá vált, hogy elhagyja Sevillát, már csak az volt a kérdés, hogy hova igazol.

### Barcelona

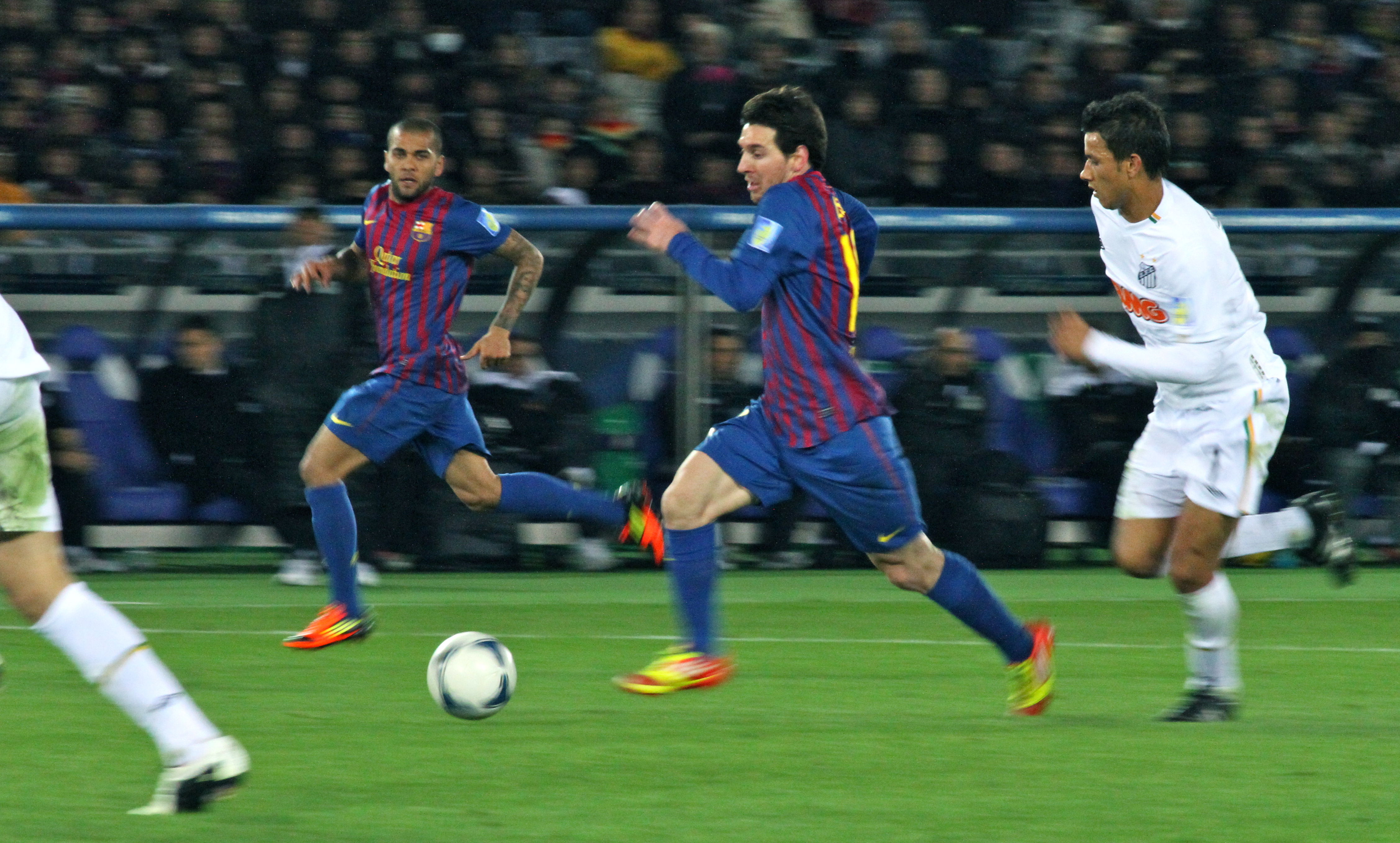
Lionel Messi és Alves (a háttérben) a 2011-es klubvilágbajnokság döntőjében.

Sokszor nyilatkozta, hogy Spanyolországban képzeli el jövőjét, s ennek rendje és módja szerint bejelentkezett érte a Real Madrid és a Barcelona is. 2008. július 2-án végül az FC Barcelona lett a befutó. Mikor eligazolt, sírva hagyta el a Sevillát és elmondta, szívesen lenne még a jövőben a klub játékosa. Átigazolási ára 23 millió angol font volt, amely egyéb bónuszok után plusz 7 millióval nőhetett megszabott feltételek teljesülése esetén. Alves volt a katalánok addigi legdrágább hátvédje.
A Bajnokok Ligája harmadik fordulójának selejtezőjében, 2008. augusztus 13-án, a lengyel Wisła Kraków ellen debütált a klub színeiben és az európai porondon. 2008. augusztus 31-én, a Numancia vendégeként a szezonnyitóján mutatkozott be a spanyol élvonalban, a La Ligában. Sárga lapos eltiltás miatt kénytelen volt kihagyni a BL-döntőt, ahol csapata 2–0-ra legyőzte az angol Manchester United csapatát. A 2008–2009-es idényben összesen 34-szer lépett pályára és 5 gólt lőtt.
Második szezonjában megnyerte a 2009-es Klubvilágbajnokságot az argentin Estudiantes ellen 2–1-re. A 2010–2011-es kiírásban Alves nagyban hozzájárult ahhoz, hogy a Barcelona megszerezze sorozatban harmadik bajnoki címét.
2011. május 28-án játszotta első Bajnokok Ligája döntőjét, amikor a Barca 3–1-re legyőzte a Manchester Unitedet a Wembley Stadionban, és ezzel megnyerte negyedik európai kupáját.
A 2011–2012-es bajnokságban a csapat szerelésében megnyerte a spanyol Király-kupát és a Klubvilágbajnokságot is. Egy szezonnal később, a  2012–2013-asban negyedszer nyerte meg a Liga-bajnoki címet, öt Barcelonában töltött éve során.
2013–2014-ben Alves 22-es számú mezt viselt, amelyet korábban barátja, Eric Abidal hordott, akinek felajánlotta, hogy adományozza a mája egy részét a májrákos játékos kezelése során.
2015. június 6-án a 2015-ös Bajnokok Ligája döntőjében lépett pályára a gránátvörös-kék színekben, amikor a klub megnyerte ötödik európai kupáját, az olasz Juventust 3–1-re legyőzve a berlini Olimpiai Stadionban. Ezzel a Barca lett az egyetlen klub a történelemben, amely triplázni tudott, vagyis a hazai bajnokság, a hazai kupa után a BL-t is megtudta nyerni egy szezonon belül. Gerard Piqué, Xavi, Lionel Messi, Andrés Iniesta, Sergio Busquets, és Pedro után az egyetlen játékos lett, aki mindkét triplázó csapat tagja volt.
2015. június 9-én kétéves szerződéshosszabbítást írt alá a Barcelonával, így 2017. június 30-ig a klubnál marad. A kontraktus további egy évvel meghosszabbítható volt.
Miután a Barcelona kikapott a rivális, Atlético Madridtól a 2015–2016-os BL-idény negyeddöntőjében, Alves felvett egy bizarr videót, melyben barátnőjének, Joana Sanznak adja ki magát és a szurkolókat vigasztalja a vereség után. Ezt követően Luis Enrique menedzser kitette a Valencia elleni bajnokira készülő keretből.
2016. június 2-án Roberto Fernández, a Barcelona technikai igazgatója bejelentette, hogy Alves nyolc év után a nyáron elhagyja a klubot. A szerződéséből ugyan még több mint bő egy év hátra volt, egy záradék lehetővé tette, hogy azonnal és szabadon igazolhatóként távozzon.

### Juventus
2016. június 27-én a Juventus bejelentette, hogy kétéves szerződést ír alá Alves-szel, egy harmadik évre szóló opcióval. A 23-as mezszámot viselte. Augusztus 20-án mutatkozott be a Juventusban a Fiorentina elleni 2–1-re megnyert meccsen a Serie A-ban. Szeptember 21-én Alves megszerezte első gólját a Cagliari elleni 4–0-ra megnyert hazai mérkőzésen. November 27-én lábtörést szenvedett a Genoa elleni 3–1-es vereségében. Alves csereként tért vissza sérüléséből az Internazionale elleni 1–0-s Derby d'Italia-győzelem rangadó során, 2017. február 5-én.
2017. május 9-én egyszer volt eredményes, emellett gólpasszt adott Mario Mandžukićnak, amikor a Juventus 2–1-re legyőzte az AS Monacót, így bejutott a 2017-es Bajnokok Ligája döntőjébe. Május 17-én Alves megszerezte a nyitógólt a Lazio ellen 2–0-ra megnyert 2017-es olasz kupa döntőben. Június 3-án harmadik Bajnokok Ligája döntőjében szerepelt, amikor a Juventus 4–1-re kikapott a Real Madrid ellen a cardiffi Millennium Stadionban.
2017. június 29-én szerződését közös megegyezéssel felbontották. Összesen 33 alkalommal lépett pályára a zebracsíkos szerelésben és nyert egy olasz kupát, egy olasz szuperkupát és egy olasz bajnokságot.

### Paris Saint-Germain

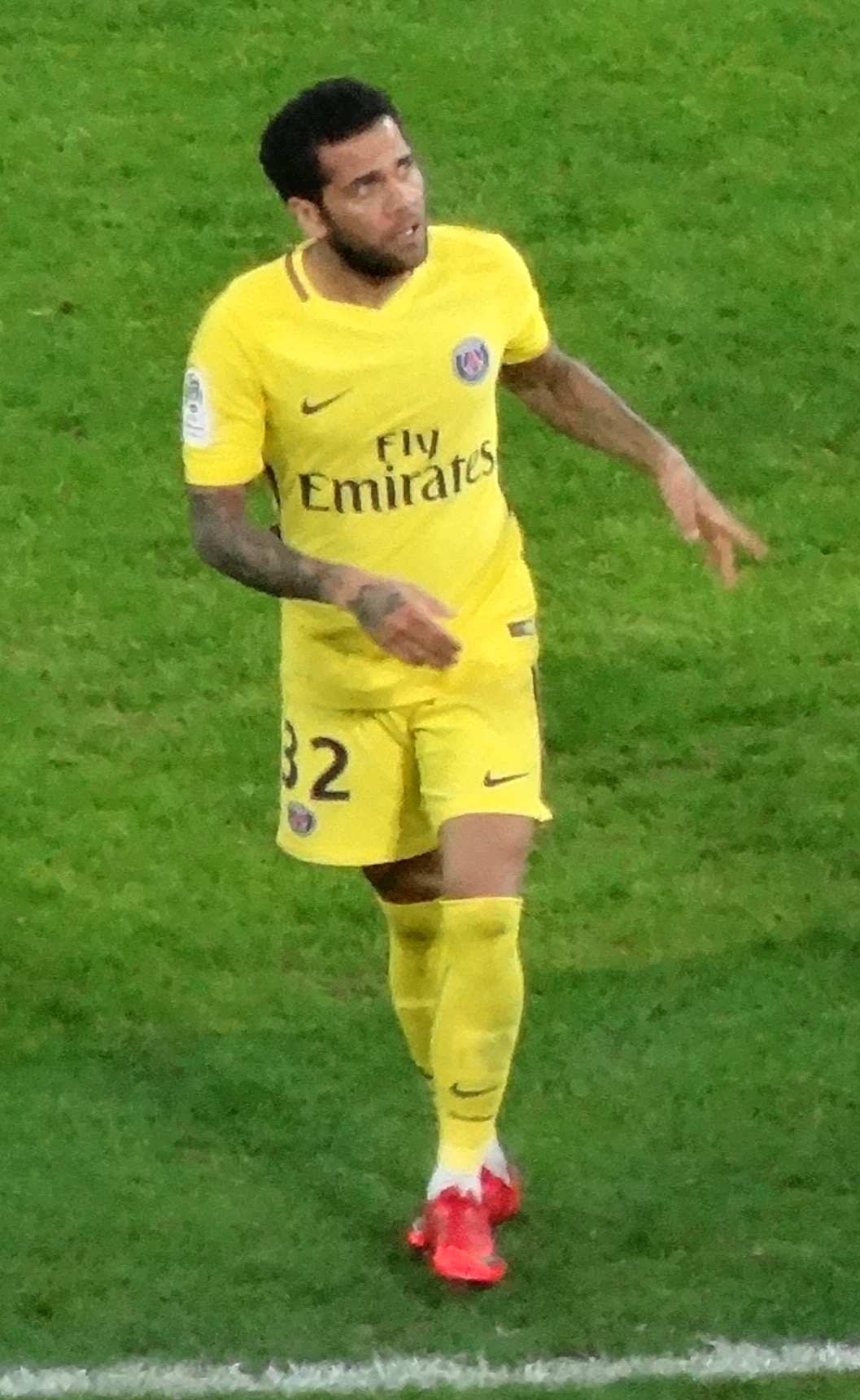
Alves a PSG mezében 2018-ban.

2017. július 12-én ingyenes átigazolással csatlakozott a francia Paris Saint-Germainhez (PSG), és kétéves szerződést írt alá. Július 29-én mutatkozott be a klubban a 2017-es francia szuperkupában, egyszer volt eredményes, és segítette Adrien Rabiot győztes gólját a 2016–2017-es szezon bajnoka, az AS Monaco elleni 2–1-es győzelmében. Augusztus 5-én segített Edinson Cavaninak a PSG első góljában a 2017–2018-as Ligue 1-es szezonban, amikor 2–0-ra legyőzték az Amiens-t hazai pályán, a Parc des Princesben.
2018. május 8-án kezdett a francia kupa döntőben és 2–0-ra legyőzték az alacsonyabb osztályú Les Herbiers-t. A 86. percben Thomas Meunier váltotta, mivel megsérült.
2018. augusztus 28-án Alves az Instagram-oldalán közzétett bejegyzésben bejelentette, hogy 32-ről 13-ra változtatja a mezszámát, tisztelegve a négyszeres brazil világbajnoki győztes, Mário Zagallo előtt.
Miután a klubbal kötött szerződése 2019. június 30-án lejárt és azt nem hosszabbították meg, ingyen elhagyta az egyesületet.

### São Paulo
2019. augusztus 1-jén visszatért hazájába, Brazíliába és a São Paulo bejelentette 2022 decemberéig tartó szerződésének aláírását. Bemutatására a Morumbi Stadionban került sor, ahol körülbelül 44 000 szurkoló fogadta. Érzelmes gondolatokkal mutatkozott be a drukkerek és a klubvezetés előtt. Érkezésekor a 10-es mezszámot kapta meg, emellett szinte rögtön csapatkapitánnyá nevezték ki. 2019. augusztus 18-án debütált, és megszerezte az egyetlen gólt a Ceará elleni 1–0-s bajnokin, hazai közönség előtt.
Pályafutása során a legtöbb csapatában sokáig jobbhátvédként szerepelt, a São Paulóban viszont inkább rendre középső középpályásként küldte pályára Fernando Diniz vezetőedző 2019 és 2021 között.
2021-ben az új menedzser, Hernán Crespo újból védekező szerephez juttatta Alvest és jobb oldali szélsőként játszotta. Ezzel egy időben a kapitányi karszalagot João Mirandának adta, aki egy évtized után tért vissza a klubhoz. Májusban megszerezte egyetlen bajnoki címét a klubbal és pályafutása 42. sikerét, a Campeonato Paulistát, – vagyis a Paulista első osztályú bajnokságot, melyet csak São Paulóban rendeznek meg. Ezzel egyben véget is ért São Paulo FC 8 éves trófea nélküli időszaka.
2021. szeptember 10-én Alves képviselői közölték az egyesülettel, hogy a kifizetetlen járadékok és egyéb képhasználati jogok miatt a játékos többé nem áll majd rendelkezésre. Szerződését hat nappal később hivatalosan is felbontották. Hosszas tárgyalássorozat után a klub és a játékos megegyeztek, hogy havi 400 000 R$-t fizet Alvesnek a következő 5 évben, 2022 januárjától kezdődően. Valamint egyéb tartozásokat is rendeznek, melyek a különböző időszakokban halmozódtak, többek között a szerződéskötéskor elmaradt plusz 18 millió R$-t, amelyet akkor a São Paulo pénzügyi nehézségei miatt képtelen volt megadni neki.

### Visszatérés Barcelonába
2021. november 12-én korábbi csapattársa, az FC Barcelona edzőjének, Xavi kezdeményezésére szerződést kötöttek vele a 2021–2022-es évad végéig. 2021 decemberében másodszor debütált a Blaugranában egy barátságos, Diego Maradona tiszteletére rendezett mérkőzésen, a Boca Juniors ellen. Egyéb okok miatt csak 2022 januárjától vált elérhetővé a csapat hivatalos mérkőzésein. 2022. január 5-én debütált újból hivatalos mérkőzésein, a spanyol kupában (Copy del Rey), a 2–1-re legyőzött Linares Deportivo ellen. Február 6-án gólt szerzett, gólpasszt adott Jordi Albának és kiállították egy Yannick Carrascóval szemben elkövetett szabálytalanság miatt egy meccsen belül, a 4–2-re megnyert rangadón az Atlético Madriddal szemben.
2022. június 15-én a hivatalos Instagram-oldalán közzétett bejegyzésben bejelentette, hogy másodszor is elhagyja a csapatot. Összesen, mindegyik időszakát figyelembe véve 408 meccsen lépett pályára az egyesület színeiben, amellyel a második legtöbbet szereplő külföldi játékos lett és nála csak Lionel Messi játszott többet.

### Pumas UNAM
2022. július 23-án Alves egyéves szerződést írt alá a mexikói ligában (Liga MX) szereplő UNAM (Club Universidad Nacional) klubbal.
2023. január 20-án szerződést bontott vele a klub szexuális zaklatási vádak miatt.

## Magánélete
2024. február 22-én Barcelonában elítélték egy nő megerőszakolásáért. Négy és fél év börtönbüntetést kapott. Az eset 2022. december 31-én történt egy barcelonai klubban, 20 nappal később tartóztatták le, miután január 2-án feljelentést tett az áldozata. Spanyolországban nemi erőszak vádjáért akár 15 évnyi börtönbüntetést is kaphat az elkövető, Alves ellen az állam kilenc évet kért. Elítélésekor figyelembe vették, hogy a labdarúgó 150 ezer dollárt ígért az áldozatnak, az ügy kimenetelétől függetlenül. Alves többször is megváltoztatta vallomását, eredetileg azt mondva, hogy nem ismerte a nőt, majd azt, hogy a klub mellékhelyiségében találkoztak, majd végül, hogy mindketten beleegyeztek a közösülésbe. A bíróság döntése szerint ez nem így történt, a nő többször is nemet mondott a labdarúgónak.

## Sikerei, díjai

### Klubcsapatokban

#### Bahia
- Copa do Nordeste: 2002

#### Sevilla
- Copa del Rey: 2006–07
- Supercopa de España: 2007
- UEFA-kupa: 2005–06, 2006–07
- UEFA-szuperkupa: 2006

#### Barcelona
- La Liga: 2008–09, 2009–10, 2010–11, 2012–13, 2014–15, 2015–16
- Copa del Rey: 2008–09, 2011–12, 2014–15, 2015–16
- Supercopa de España: 2009, 2010, 2011, 2013
- Bajnokok ligája: 2008–09, 2010–11, 2014–15
- UEFA-szuperkupa: 2009, 2011, 2015
- FIFA-klubvilágbajnokság: 2009, 2011, 2015 Világbajnokság:2014

#### Juventus
- Serie A: 2016–17
- Coppa Italia: 2016–17

#### Paris Saint-Germain
- Ligue 1: 2017–18, 2018–19
- Coupe de France: 2018, 
  - döntős: 2019
- Coupe de la Ligue: 2017–18
- Francia labdarúgó-szuperkupa: 2017, 2018

#### São Paulo
- Campeonato Paulista: 2021

### A válogatottban

#### Brazília
- Copa América: 2007, 2019
- Konföderációs kupa: 2009, 2013

#### Brazília (olimpiai)
- Olimpiai játékok: 2020

#### Brazília U20
- U20-as világbajnokság: 2003

### Egyéni
- Campeonato Paulista – a torna csapata: 2020
- U20-as világbajnokság – bronz ball:2003
- UEFA-kupa – MVP: 2005–06
- UEFA-szuperkupa – Man of the Match: 2006
- UEFA – Az év csapata: 2007, 2009, 2011, 2015, 2017
- ESM – Az év csapata: 2006–07, 2008–09, 2009–10, 2010–11, 2011–12
- FIFPro: 2009, 2011, 2012, 2013, 2015, 2016, 2017, 2018
- FIFA FIFPro World11 2nd team: 2014
- La Liga-díjak – A szezon védője: 2008–09
- Konföderációs kupa – A torna csapata: 2013
- La Liga-díjak – A szezon csapata: 2014–15
- France Football: World XI: 2015
- Serie A – 2016–17
- IFFHS Men's World Team: 2017
- UNFP Ligue 1 – Az év csapata: 2017–18
- Copa América – Legjobb játékos: 2019
- Copa América – A torna csapata: 2019
- IFFHS CONMEBOL – Az évtized csapata: 2011–2020

### Rekordok
- UEFA-szuperkupa – a legtöbb cím (4, megosztva Paolo Maldinivel): 2006, 2009, 2011, 2015
- UEFA-szuperkupa – a legtöbb pályára lépes (5, megosztva Paolo Maldinivel): 2006, 2007, 2009, 2011, 2015

## Statisztikái

### Klubcsapatokban
2022. szeptember 23-án frissítve.
| Klub                | Szezon           | Liga             | Liga     | Liga | Kupa     | Kupa | Nemzetközi | Nemzetközi | Egyéb    | Egyéb | Összesen | Összesen |
| Klub                | Szezon           | Bajnokság        | Mérkőzés | Gól  | Mérkőzés | Gól  | Mérkőzés   | Gól        | Mérkőzés | Gól   | Mérkőzés | Gól      |
| ------------------- | ---------------- | ---------------- | -------- | ---- | -------- | ---- | ---------- | ---------- | -------- | ----- | -------- | -------- |
| Bahia               | 2001             | Série A          | 6        | 0    | 0        | 0    | —          | —          | —        | —     | 6        | 0        |
| Bahia               | 2002             | Série A          | 19       | 2    | 6        | 2    | —          | —          | —        | —     | 25       | 4        |
| Bahia               | Összesen         | Összesen         | 25       | 2    | 6        | 2    | —          | —          | —        | —     | 31       | 4        |
| Sevilla             | 2002–2003        | La Liga          | 10       | 0    | 1        | 0    | —          | —          | —        | —     | 11       | 0        |
| Sevilla             | 2003–2004        | La Liga          | 29       | 1    | 7        | 1    | —          | —          | —        | —     | 36       | 2        |
| Sevilla             | 2004–2005        | La Liga          | 33       | 2    | 5        | 0    | 9          | 0          | —        | —     | 47       | 2        |
| Sevilla             | 2005–2006        | La Liga          | 36       | 3    | 2        | 0    | 14         | 0          | —        | —     | 52       | 3        |
| Sevilla             | 2006–2007        | La Liga          | 34       | 3    | 8        | 0    | 15         | 2          | —        | —     | 57       | 5        |
| Sevilla             | 2007–2008        | La Liga          | 33       | 2    | 3        | 0    | 9          | 2          | 2        | 0     | 47       | 4        |
| Sevilla             | Összesen         | Összesen         | 175      | 11   | 26       | 1    | 47         | 4          | 2        | 0     | 250      | 16       |
| Barcelona           | 2008–2009        | La Liga          | 34       | 5    | 8        | 0    | 12         | 0          | —        | —     | 54       | 5        |
| Barcelona           | 2009–2010        | La Liga          | 29       | 3    | 3        | 0    | 12         | 0          | 4        | 0     | 48       | 3        |
| Barcelona           | 2010–2011        | La Liga          | 35       | 2    | 5        | 0    | 12         | 2          | 2        | 0     | 54       | 4        |
| Barcelona           | 2011–2012        | La Liga          | 33       | 2    | 5        | 1    | 11         | 0          | 3        | 0     | 52       | 3        |
| Barcelona           | 2012–2013        | La Liga          | 30       | 0    | 6        | 0    | 10         | 1          | 1        | 0     | 47       | 1        |
| Barcelona           | 2013–2014        | La Liga          | 27       | 2    | 5        | 0    | 8          | 2          | 2        | 0     | 42       | 4        |
| Barcelona           | 2014–2015        | La Liga          | 30       | 0    | 5        | 0    | 11         | 0          | —        | —     | 46       | 0        |
| Barcelona           | 2015–2016        | La Liga          | 29       | 0    | 6        | 1    | 9          | 0          | 4        | 0     | 48       | 1        |
| Barcelona           | Összesen         | Összesen         | 247      | 14   | 43       | 2    | 85         | 5          | 16       | 0     | 391      | 21       |
| Juventus            | 2016–2017        | Serie A          | 19       | 2    | 2        | 1    | 12         | 3          | 0        | 0     | 33       | 6        |
| Juventus            | Összesen         | Összesen         | 19       | 2    | 2        | 1    | 12         | 3          | 0        | 0     | 33       | 6        |
| Paris Saint-Germain | 2017–2018        | Ligue 1          | 25       | 1    | 7        | 1    | 8          | 2          | 1        | 1     | 41       | 5        |
| Paris Saint-Germain | 2018–2019        | Ligue 1          | 23       | 1    | 6        | 2    | 3          | 0          | 0        | 0     | 32       | 3        |
| Paris Saint-Germain | Összesen         | Összesen         | 48       | 2    | 8        | 2    | 11         | 2          | 1        | 1     | 73       | 8        |
| São Paulo           | 2019             | Série A          | 20       | 2    | —        | —    | —          | —          | —        | —     | 20       | 2        |
| São Paulo           | 2020             | Série A          | 30       | 1    | 6        | 0    | 6          | 2          | 11       | 4     | 53       | 7        |
| São Paulo           | 2021             | Série A          | 6        | 0    | 1        | 0    | 6          | 0          | 9        | 1     | 22       | 1        |
| São Paulo           | Összesen         | Összesen         | 56       | 3    | 7        | 0    | 12         | 2          | 20       | 5     | 95       | 10       |
| Barcelona           | 2021–2022        | La Liga          | 14       | 1    | 2        | 0    | 0          | 0          | 1        | 0     | 17       | 1        |
| Barcelona           | Összesen         | Összesen         | 14       | 1    | 2        | 0    | 0          | 0          | 1        | 0     | 17       | 1        |
| Pumas UNAM          | 2022–2023        | Liga MX          | 12       | 0    | —        | —    | —          | —          | —        | —     | 12       | 0        |
| Pumas UNAM          | Összesen         | Összesen         | 12       | 0    | —        | —    | —          | —          | —        | —     | 12       | 0        |
| Karrier összesen    | Karrier összesen | Karrier összesen | 596      | 35   | 94       | 8    | 162        | 15         | 51       | 7     | 909      | 67       |

### A válogatottban
2022. december 5-én frissítve.
| Nemzet   | Évek     | Mérkőzés | Gól |
| -------- | -------- | -------- | --- |
| Brazília | 2006     | 1        | 0   |
| Brazília | 2007     | 12       | 1   |
| Brazília | 2008     | 5        | 0   |
| Brazília | 2009     | 14       | 2   |
| Brazília | 2010     | 12       | 2   |
| Brazília | 2011     | 10       | 0   |
| Brazília | 2012     | 5        | 0   |
| Brazília | 2013     | 14       | 0   |
| Brazília | 2014     | 6        | 1   |
| Brazília | 2015     | 8        | 0   |
| Brazília | 2016     | 12       | 1   |
| Brazília | 2017     | 6        | 0   |
| Brazília | 2018     | 2        | 0   |
| Brazília | 2019     | 11       | 1   |
| Brazília | 2020     | 0        | 0   |
| Brazília | 2021     | 1        | 0   |
| Brazília | 2022     | 7        | 0   |
| Összesen | Összesen | 126      | 8   |

### Góljai a válogatottban
2016. március 29-én lett frissítve.
| # | Dátum             | Helyszín                                                      | Ellenfél                | Gól | Eredmény | Verseny                      |
| - | ----------------- | ------------------------------------------------------------- | ----------------------- | --- | -------- | ---------------------------- |
| 1 | 2007. július 15.  | Estadio José Pachencho Romero, Maracaibo, Venezuela           | Argentína               | 3–0 | 3–0      | 2007-es Copa América (döntő) |
| 2 | 2009. június 6.   | Estadio Centenario, Montevideo, Uruguay                       | Uruguay                 | 1–0 | 4–0      | 2000-es vb-selejtező         |
| 3 | 2009. június 25.  | Coca-Cola Park, Johannesburg, Dél-afrikai Köztársaság         | Dél-afrikai Köztársaság | 1–0 | 1–0      | 2009-es konföderációs kupa   |
| 4 | 2010. október 7.  | Zayed Sports City Stadium, Abu-Dzabi, Egyesült Arab Emírségek | Irán                    | 1–0 | 3–0      | Barátságos mérkőzés          |
| 5 | 2010. október 11. | Pride Park Stadion, Derby, Anglia                             | Ukrajna                 | 1–0 | 2–0      | Barátságos mérkőzés          |
| 6 | 2014. június 3.   | Estádio Serra Dourada, Goiás, Brazília                        | Panama                  | 2–0 | 4–0      | Barátságos mérkőzés          |
| 7 | 2016. március 29. | Estadio Defensores del Chaco, Asunción, Paraguay              | Paraguay                | 2–2 | 2–2      | 2018-as vb-selejtező         |